# モブキャストガール
mobcastガール（モブキャストガール）は、スポーツに特化したモバイルエンターテインメントプラットフォーム「mobcast」のスポーツメディア「mobacastスポーツ」内で活動する、5人組のスポーツ応援アイドルユニット。2013年4月「mobcast」会員の投票によりメンバーを選出。

## 概要
「スポーツを愛する全ての人を応援する!」をコンセプトに、スポーツを観て楽しむ人、体を動かして楽しむ人、ゲームで楽しむ人、スポーツを愛する全ての人々をサポートし、スポーツを盛り上げていくために結成された。

活動内容は、プロ野球の始球式への参加、Jリーグの試合会場への訪問などの試合やイベント参加の他、ジャンル、プロ・アマ問わずスポーツ選手や試合の取材など、スポーツに関する広い情報発信を行なっている。

## メンバー

### 第一期メンバー
- 足立梨花（あだち りか）
  - 1992年10月16日生まれ、三重県出身、血液型A型、身長161cm
- 入来茉里（いりき まり）
  - 1990年2月16日 生まれ、鹿児島県出身、血液型O型 、身長157cm
- 山根千佳（やまね ちか）
  - 1995年12月12日生まれ、鳥取県出身、血液型O型、身長162cm
- 真凛（まりん）
  - 1991年1月9日生まれ、京都府出身、血液型AB型、身長165cm
- 折原あやの（おりはら あやの）
  - 1988年7月22日生まれ、大阪府出身、血液型A型、身長167cm

### 第二期メンバー
- 三宅ひとみ（みやけ　ひとみ）
  - 1992年7月10日生まれ、身長155cm[2]
- 橋本楓（はしもと　かえで）
  - 1997年1月21日生まれ、身長161cm[3]
- 高橋胡桃（たかはし　くるみ）
  - 1997年3月27日生まれ、身長158cm[4]
- 森田美位子（もりた　みいこ）
  - 1987年2月12日生まれ、身長155cm[5]

## 出演
- テレビ番組
  - 「ビバスポ!」テレビ朝日系列「ポータル」スポーツコーナー
- イベント
  - 2013パ・リーグ公式戦 北海道日本ハムファイターズvs埼玉西武ライオンズ 始球式イベント（2013年4月21日）